# Too Tough to Die
Too Tough to Die är ett musikalbum av The Ramones, utgivet 1984. Det är gruppens nionde album totalt och det första med Richie Ramone som trummis. Många kritiker tycker att albumet var det sista albumet som Ramones gjorde som var bra. Skivan riktar sig mer åt hårdrock än de andra Ramones album. Detta fortsattes på deras senare album.

## Låtlista
Sida ett
1. "Mama's Boy" (Tommy Erdelyi, Johnny Ramone, Dee Dee Ramone) - 2:09
2. "I'm Not Afraid of Life" (Dee Dee Ramone) - 3:12
3. "Too Tough to Die" (Dee Dee Ramone) - 2:35
4. "Durango 95" (Johnny Ramone) - 0:55
5. "Wart Hog" (Dee Dee Ramone, Johnny Ramone) - 1:54
6. "Danger Zone" (Dee Dee Ramone, Johnny Ramone) - 2:03
7. "Chasing the Night" (Busta Jones, Joey Ramone, Dee Dee Ramone) - 4:25

Sida två
1. "Howling at the Moon (Sha-La-La)" (Dee Dee Ramone) - 4:06
2. "Daytime Dilemma (Dangers of Love)" (Joey Ramone, Daniel Rey) - 4:31
3. "Planet Earth 1988" (Dee Dee Ramone) - 2:54
4. "Humankind" (Richie Ramone) - 2:41
5. "Endless Vacation" (Dee Dee Ramone, Johnny Ramone) - 1:45 (Dee Dee på sång)
6. "No Go" (Joey Ramone) - 3:03

## Medverkande
- Dee Dee Ramone - bas, sång
- Joey Ramone - sång
- Johnny Ramone - gitarr
- Richie Ramone - trummor
- Jerry Harrison - synthesizer
- Walter Lure - gitarr
- Benmont Tench - keyboards